# Bowring (Oklahoma)
Pour les articles homonymes, voir Bowring.
Bowring est une census-designated place du comté d'Osage, dans l'État d'Oklahoma, aux États-Unis. En 2020, elle compte une population de 78 habitants.